# الخیرباه
ال-خیرباه یک منطقهٔ مسکونی در کشور یمن است که در استان حضرموت واقع شده‌ است.